# Onthophagus sikkimensis
Onthophagus sikkimensis là một loài bọ cánh cứng trong họ Bọ hung (Scarabaeidae).